# Březnice u Bechyně

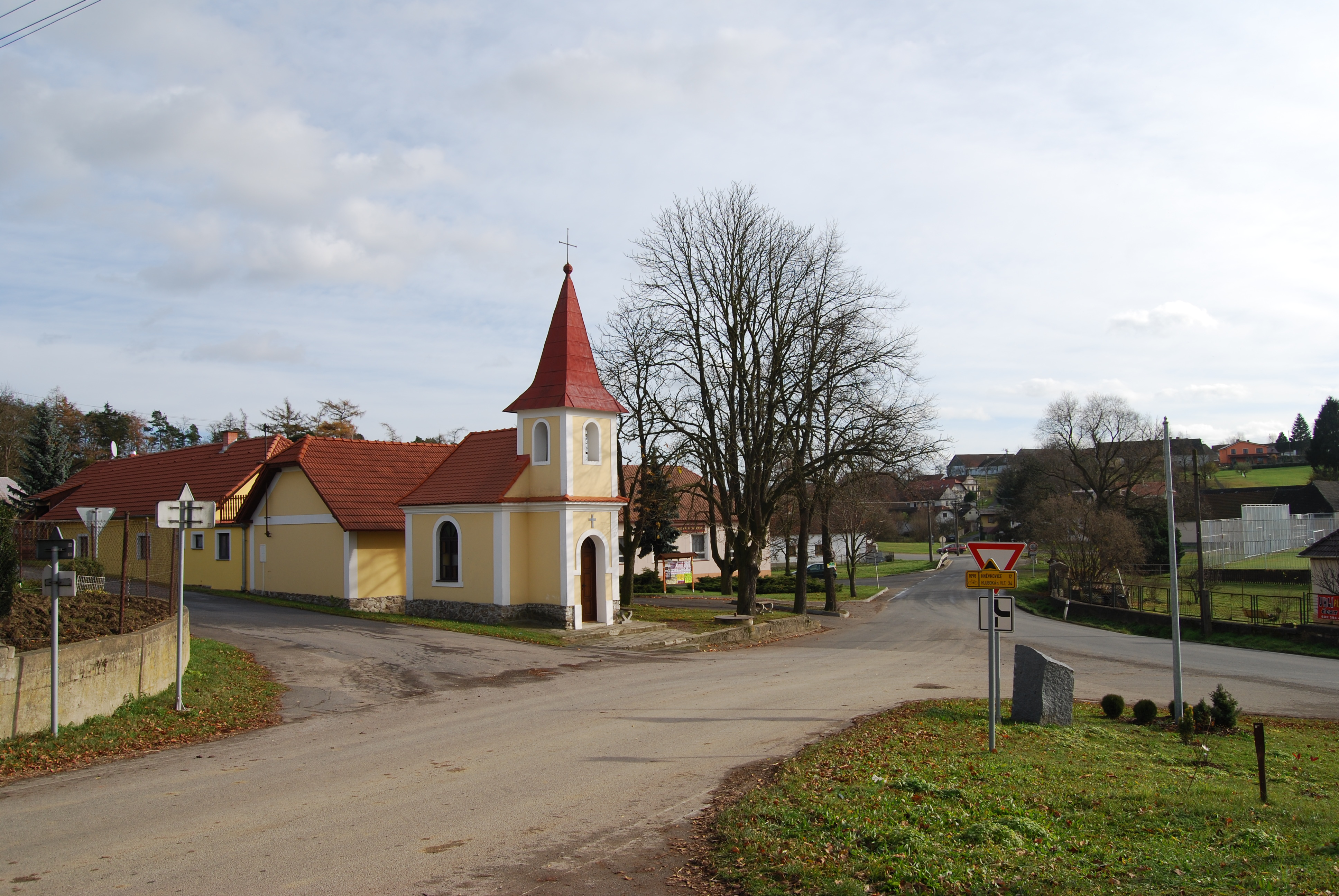
Kapelle am Dorfplatz

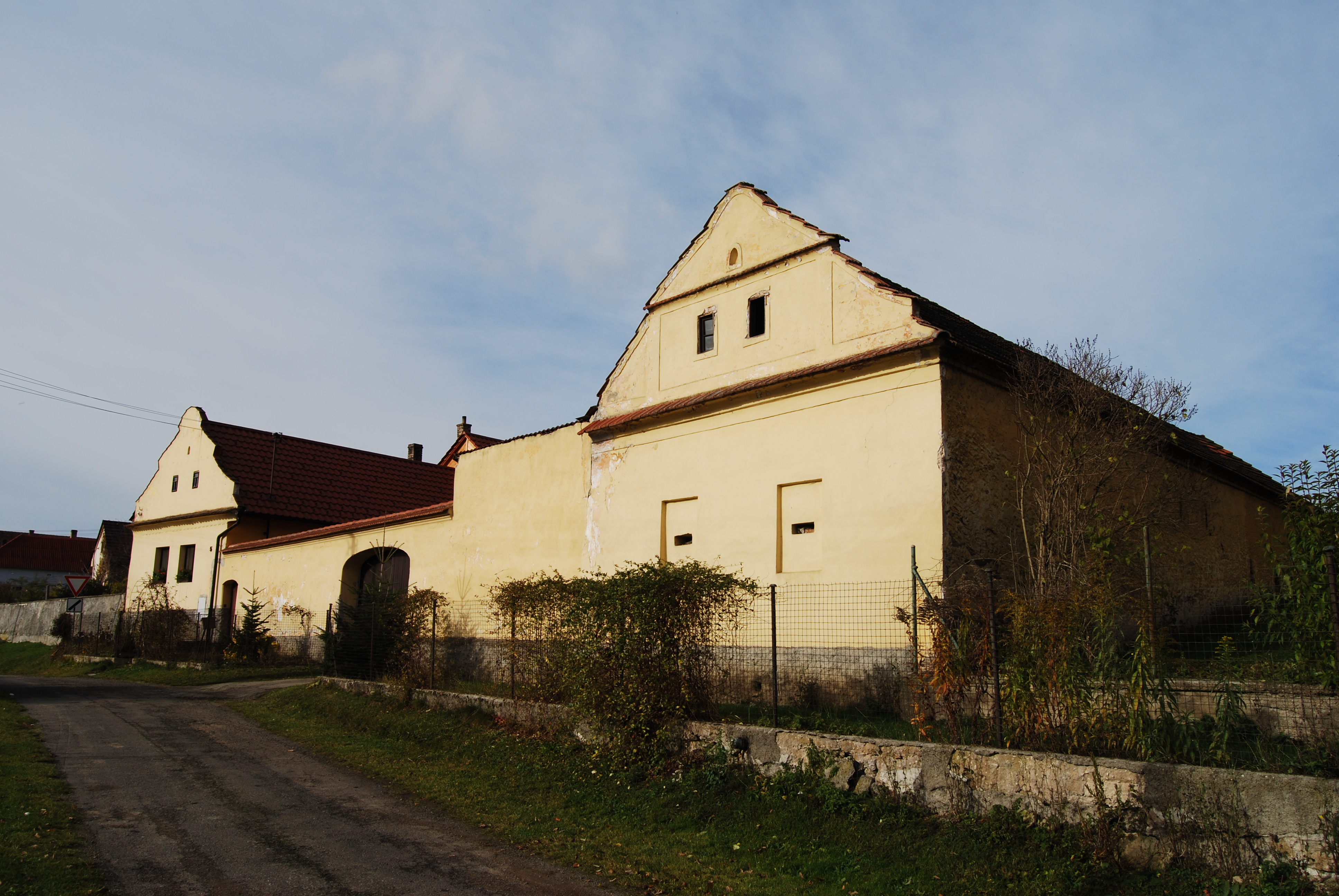
Giebelhof im Bauernbarockstil

Březnice (deutsch Březnitz, 1939–1945 Bschesnitz) ist eine Gemeinde in Tschechien. Sie liegt sechs Kilometer südöstlich von Bechyně in Südböhmen und gehört zum Okres Tábor.

## Geographie
Březnice befindet sich im Tal des Baches Blatecký potok im Norden der Lischauer Schwelle. Nördlich erstreckt sich der Militärflugplatz Bechyně.
Nachbarorte sind Bežerovice und Sádky im Norden, Jamník, Německý Dvůr, Blatec, Čečkov und Nová Ves im Nordosten, Hodětín im Osten, Hvožďanek, Markovna, Zálší, Hartmanice, Korákovská Hájovna und Korákov im Südosten, Záhoří, Havlice und Čenkov u Bechyně im Süden, Malý Čenkov, Smilovice, Velký Depot und Širočiny im Südwesten, Židova Strouha, Jarošovice und Netěchovice im Westen sowie Nuzice und Hodonice im Nordwesten.

## Geschichte
Die erste schriftliche Erwähnung des zur Burg Dobronice gehörigen Dorfes erfolgte 1293. Im Jahre 1510 kaufte der Pfandherr der Herrschaft Týn nad Vltavou, Jan Čabelický von Soutice, das Gut Březnice mit dem zugehörigen Dorf Komárov. Dabei wurde erstmals auch eine Feste erwähnt. Im 17. Jahrhundert erlosch die Feste und das Dorf wurde an die Herrschaft Bechin angeschlossen. Im Jahre 1840 bestand das an der Straße nach Sobieslau gelegene Dorf Březnitz aus 38 Häusern mit 288 Einwohnern. Im Ort bestand ein herrschaftlicher Meierhof. Pfarrort war Sudoměřitz. Bis zur Mitte des 19. Jahrhunderts blieb Březnitz immer nach Bechin untertänig.
Nach der Aufhebung der Patrimonialherrschaften bildete Březnice mit den Ortsteilen Čenkov und Jamník eine Gemeinde in der Bezirkshauptmannschaft Milevsko/Mühlhausen und dem Gerichtsbezirk Bechin. Čenkov löste sich 1923 los und bildete eine eigene Gemeinde. Während der deutschen Besetzung trug die Gemeinde von 1939 bis 1945 den deutschen Namen Bschesnitz. Im Jahre 1948 wurde Březnice nach der Aufhebung des Okres Milevsko dem Okres Týn nad Vltavou zugeordnet. Nach dessen Auflösung kam das Dorf Ende 1960 zum Okres Tábor. Am 26. November 1971 wurden Čenkov u Bechyně und Záhoří eingemeindet. Zu Beginn des Jahres 1975 kamen noch Hodětín (mit Blatec, Nová Ves, Jamník I) und Hodonice als Ortsteile hinzu. Nach Referenden lösten sich zum 24. November 1990 sämtliche Ortsteile wieder von Březnice los und bildeten eigene Gemeinden.

## Gemeindegliederung
Für die Gemeinde Březnice sind keine Ortsteile ausgewiesen. Zu Březnice gehört die Einschicht Jamník II.

## Sehenswürdigkeiten
- Reste der Feste Březnice, erhalten sind im Wirtschaftshof Teile der Steinmauer mit zwei Türmen und das Wohngebäude
- Kapelle
- Brücke über die Židova strouha, westlich des Dorfes
- Bildstock
- Zwei Gehöfte im südböhmischen Bauernbarockstil